# Шлеттау
Шлеттау (нем. Schlettau) — город в Германии, в земле Саксония. Подчинён административному округу Хемниц. Входит в состав района Рудные Горы.  Население составляет 2565 человек (на 31 декабря 2010 года). Занимает площадь 21,17 км². Официальный код  —  14 1 71 260.